# Denby
Denby – wieś w Anglii, w hrabstwie Derbyshire, w dystrykcie Amber Valley. Leży 12 km na północ od miasta Derby i 190 km na północny zachód od Londynu. W 2001 miejscowość liczyła 1827 mieszkańców.